# 1368
1368 (MCCCLXVIII) je bilo prestopno leto, ki se je po julijanskem koledarju začelo na soboto.

## Dogodki

### Ustanovitev dinastije Ming
- 23. januar - Nanking: ustanovitev dinastije Ming. Tega dne se preostali voditelji upornikov podredijo voditelju Rdečih turbanov Zhu Yuanzhang, ki z ustanovitvijo nove kitajske dinastije prevzame ime cesar Hongwu.
- 14. september - Cesar Hongwu zavzame prestolnico dinastije Yuan Kanbalik (današnji Peking). Cesar Togon Temur se s poraženo vojsko umakne v Mongolijo, kjer nadaljuje z vladavino dinastije (severni) Yuan. 
  - Začetek gradnje Velikega kitajskega zidu.
  - Tibet se osamosvoji.

### Ostalo
- 13. januar - Umrlega beneškega doža Marca Cornara nasledi Andrea Contarini, 60. beneški dož po seznamu.
- 29. marec - Umrlega japonskega cesarja Go-Murakamija nasledi Chokei, 97. japonski cesar po seznamu.
- 2. maj - Danska: konfederacija mest Hansa, ki jo sestavljajo mesta Lübeck, Rostock, Stralsund, Wismar, Kulm, Thorn, Elbing, Kampen, Harderwyk, Elburg, Amsterdam in Briel opleni danski mesti  København and Helsingborg. 1370 ↔
- 1. november - Rim: kronanje Elizabete Pomeranijske, četrte in zadnje žene rimsko-nemškega cesarja Karla IV. Luksemburškega, za rimsko-nemško cesarico.
- Tver, Rusija: Mihajl Aleksandrovič postane knez Tvera. Še istega leta se zaplete v spor z moskovskim knezom Dimitrijem Donskim za naziv velikega kneza Vladimirja. Združenima vojskama Litve in Tvera spodleti poskus zavzetja Moskve. 1370 ↔
  - 21. november - Litvanci premagajo Moskovčane na reki Trosni, Dimitrij Donski se umakne v Kremlin. Litvanci opustošijo okolico, nato se umaknejo.
- Albanija: albanski plemič Karl Topija si priključi  mesto Drač, ki je še zadnji ostanek neapeljsko-anžujske Kraljevine Albanije. Klan Topija je namreč vladal širšemu zaledju mesta, predaja mestnih ključev pa je bila v soglasju z meščani.
- Kreta: Benečani dokončno zatrejo probizantinski upor beneške kolonije na Kreti in utrdijo oblast na celotnem otoku.
- Moldovija: Lacko Moldavski, sin ustanovitelja vojvodine Moldavije Bogdana I., odstavi nečaka Petra I.. Nekateri viri vladanje slednjega ne omenjajo in naj bi Lacko nasledil očeta že leto prej.
- Južna Nemčija: meščani mesta Freiburg im Breisgau so se naveličali svojih nestanovitnih gospodov grofov Freiburških, ki so si poskušali prilastiti mesto, in za zaščito zaprosili Habsburžane.
- Stoletna vojna: Edvard Črni Princ prepriča akvitanske stanove, da za obdobje naslednjih petih let pobira davek na ognjišča. S to potezo si odtuji akvitansko plemstvo. 1369 ↔
- Grenlandija: norveški kralj Haakon VI. Magnusson pošlje zadnjo uradno odpravo na Grenlandijo. Naseldbinam pošlje novega škofa. 1408 ↔
- Carigrajski patriarh Filotej na sklicani sinodi kanonizira Gregorija Palamo.
- Francoski kralj Karel V. preseli kraljevo knjižnico v razširjene prostore v utrdbi Louvre.

## Rojstva
- 14./15. februar - Sigismund Luksemburški, rimski cesar († 1437)
- 3. december - Karel VI., francoski kralj († 1422)
- Antoniotto di Montaldo, 11. genovski dož († 1398)
- Carlo I. Malatesta, italijanski condottiero, vladar Riminija in Cesene († 1429)
- Ludvik VII. Wittelsbaški, vojvoda Bavarske-Ingolstadta († 1447)
- papež Martin V. († 1431)
- Pavel Beneški, italijanski teolog in logik († 1428)
- Thomas Hoccleve, angleški pesnik († 1426)

## Smrti
- 13. januar - Marco Cornaro, 59. beneški dož (* 1286)
- 29. marec - cesar Go-Murakami, 97. japonski cesar (* 1328)
- 25. julij - Guy de Chauliac, francoski kirurg (* 1300)
- 25. avgust:
  - Engelbert III. Marški, kölnski nadškof (* 1304)
  - Orcagna, florentinski slikar, kipar, arhitekt (* 1308)
- 12. september - Blanka Lancasterska, angleška plemkinja, vojvodinja Lancaster (* 1345)
- 2. oktober - Ana Kašinska, ruska plemkinja in svetnica (* 1280)
- 7. oktober - Lionel Antwerp, angleški princ, grof Ulster (* 1338)